# Thank You for Smoking
Thank You for Smoking ist eine Filmsatire aus dem Jahr 2005 von Jason Reitman mit Aaron Eckhart in der Hauptrolle. Der Film basiert auf dem gleichnamigen Roman von Christopher Buckley, der auf Deutsch unter dem Titel Danke, daß Sie hier rauchen erschienen ist.

## Handlung
Nick Naylor arbeitet als Lobbyist für die Tabakindustrie. In dieser Rolle ist er Vizepräsident und Pressesprecher eines von amerikanischen Tabakkonzernen gegründeten und finanzierten Forschungszentrums für Tabakstudien. Im Rahmen seiner Arbeit tritt Naylor in Talkshows auf und hält Vorträge, auf denen er die gesundheitlichen Risiken des Rauchens herunterspielt und geschickt relativiert. Dabei ist er stolz auf sein Talent, macht aber auch immer wieder deutlich, dass er diese Arbeit wichtig findet, um die multinationalen Konzerne zu schützen. In seiner Freizeit trifft er sich regelmäßig mit zwei anderen umtriebigen Lobbyisten (einer Vertreterin der Alkohol-Lobby und einem Waffen-Lobbyisten), wo sie in lockerer Atmosphäre über ihre Arbeit diskutieren und u. a. die Frage erörtern, wer den schwierigeren Job habe und die meisten Toten rechtfertigen müsse.
Bereits zu Beginn zeigt Nick Naylor in der Joan Lunden Show sein Talent, indem er vor einem kritischen TV-Publikum erklärt, dass die Gegner der Tabakindustrie in Wirklichkeit die Bösen sind, während die Tabakindustrie will, dass ihre Kunden lange leben und weiterrauchen können.
Naylors einflussreichster Gegenspieler in der öffentlichen Debatte ist Senator Ortolan Finistirre aus Vermont, der ebenfalls einen PR-Feldzug führt, allerdings gegen das Rauchen. Auf Naylors Anregung beschließt der Chef eines Tabakkonzerns, das Image des Rauchens durch geschickt platzierte Szenen in Hollywoodfilmen aufzupolieren. In seinem Auftrag schließt Naylor ein Geschäft mit einem Filmproduzenten ab, damit in einem bald erscheinenden Spielfilm die Hauptdarsteller mit Zigaretten zu sehen sind. Außerdem besticht er den an Krebs erkrankten Darsteller des Marlboro Man, damit dieser sich nicht öffentlich negativ über die Tabakindustrie äußert.
Während einer TV-Ausstrahlung wird Naylor durch einen Unbekannten mit dem Tod bedroht. Kurz darauf wird Naylor tatsächlich entführt. Er wird am ganzen Körper mit zahlreichen Nikotinpflastern beklebt und erleidet so eine Überdosis Nikotin, an der er beinahe stirbt. Im Krankenhaus wird ihm erklärt, dass sein Körper nach dieser Nikotinvergiftung nun hypersensibel auf Nikotin reagiere und ihn schon eine weitere Zigarette töten könne, woraufhin er das Rauchen einstellt.
Die Journalistin Heather Holloway, die Naylor bei einem Interview kennenlernt, verführt ihn und veröffentlicht später alle Informationen, die er ihr vertraulich im Bett offenbart hat. Naylor wird daraufhin vom Tabakkonzern entlassen. Er kann sich jedoch mit Hilfe seines Sohnes Joey wieder aufrappeln, der ihn daran erinnert, was er am besten kann: durch geschicktes Reden überzeugen und PR machen. Naylor steigt wieder ins PR-Geschäft ein und stellt die Journalistin öffentlich bloß.
Schließlich stellt er sich der lange gemiedenen Anhörung vor einem Untersuchungsausschuss des US-Senats und legt dort einen derart fulminanten Auftritt hin, dass ihn sein alter Arbeitgeber wieder einstellen will, was Naylor jedoch ablehnt. Dies entpuppt sich als clevere Entscheidung, da die Tabakindustrie bald darauf zur Zahlung enormer Schadensersatzsummen verpflichtet wird und das „Forschungszentrum“, Naylors ehemaliger Arbeitsplatz, geschlossen wird.
Finistirre verschärft am Ende seinen Feldzug gegen die Tabakindustrie, indem er auch aus Filmklassikern die Zigaretten digital entfernen lassen will. Er erklärt gegenüber einer kritischen Journalistin, dass er dabei die Geschichte nicht verändert, sondern verbessert.
Naylor ist nun mit der Agentur Naylor Strategic Relations selbstständig und berät Unternehmen. So gibt er Managern von Mobilfunkbetreibern Tipps, wie sich ein Zusammenhang von Handy-Strahlung mit Hirntumoren am besten abstreiten und bezweifeln lässt.

## Hintergrund
- Der Filmtitel spielt auf das in den USA weitverbreitete Rauchverbotsschild „Thank You for Not Smoking“ an.
- Die Gruppe der drei Lobbyisten-Vertreter werden in der Originalversion des Films „MOD-Squad“ genannt, wobei die Abkürzung für „merchants of death“ (Händler des Todes) steht. In der deutschen Synchronisation wurde daraus „TAG-Team“ (Tobacco, Alcohol & Guns), hier steht die Abkürzung auch für „tödlich, aber gut“.
- Obwohl Thema des Films, wird kein Darsteller beim Rauchen gezeigt.
- Die Schwarzweiß-Szene mit John Wayne, den sich Nick Naylor im Fernsehen ansieht, stammt aus dem Film Du warst unser Kamerad. Darin wird die Hauptfigur (Wayne) gerade in dem Moment erschossen, als sie versucht, sich eine Zigarette anzustecken. Da John Wayne in seinem Testament verfügt hatte, dass man keine Bilder von ihm mit einer Zigarette zeigen sollte, musste Regisseur Reitman vor der Freigabe der Szene Waynes Sohn davon überzeugen, dass es im Sinne seines Vaters gewesen wäre und man im Film den Zigarettenkonsum nicht befürworte, sondern die Methoden der Zigarettenindustrie persifliere.[3]
- Die Figur des von Sam Elliott gespielten Marlboro Man ist an einen der tatsächlichen Darsteller angelehnt: Wayne McLaren. Als dieser wegen seines Zigarettenkonsums an Lungenkrebs erkrankte und daraufhin zum Zigarettengegner wurde, versuchte Hersteller Philip Morris zu leugnen, dass McLaren jemals für sie gearbeitet habe. Auch zwei weitere Darsteller (David McLean und Dick Hammer) des Marlboro Man starben an Lungenkrebs.
- Das Filmende sah ursprünglich vor, dass Naylors Sohn, als er nach der Anhörung mit seinem Vater vor die Presse tritt, eine Packung Zigaretten aus der Tasche zieht. Als Naylor bemerkt, dass sein Sohn sich gerade eine Zigarette in den Mund steckt, schreit er ihn an und schlägt sie ihm aus dem Mund. Regisseur Reitman entfernte diese Szene, da Naylors Sohn sonst so dargestellt würde, als hätte er nichts verstanden.[4]
- Der Film hatte am 9. September 2005 während des Toronto Film Festival Weltpremiere. Erstmals in den USA war er am 21. Januar 2006 beim Sundance Film Festival zu sehen. Der offizielle Kinostart in den USA war am 17. März 2006, in Deutschland am 31. August 2006.
- Unter den ausführenden Produzenten (executive producers) befanden sich unter anderem Peter Thiel, Elon Musk, Max Levchin und David O. Sacks.

## Kritiken
- Lexikon des internationalen Films: Elegant und leicht entwickelte Satire auf Lobbyismus, Politik, Hollywood und die Boulevardpresse, die die unterschiedlichen Zynismen genüsslich vorführt und hintergründig unterhält.[5]
- Eine Komödie, die sowohl den Liebhabern des Kunstfilms und des Popkornkinos gefallen könnte – Susan Green, BOXOFFICE MAGAZINE
- Unvorhersehbar ist, mit wieviel Stil Reitman den Film umsetzt. So etwas erwartet man nur von einer Komödie der Coen-Brüder – Jon Popick, PLANET SICK-BOY

## Auszeichnungen
- Der Film wurde zwei Mal bei den Golden Globe Awards 2007 nominiert: in der Kategorie Bester Film – Komödie oder Musical und Aaron Eckhart in der Kategorie Bester Hauptdarsteller – Komödie oder Musical
- Jason Reitman gewann einen Independent Spirit Award 2007 für das beste Drehbuch
- Das National Board of Review verlieh Jason Reitman einen NBR-Award 2006 für das beste Regie-Debüt
- Die Deutsche Film- und Medienbewertung FBW in Wiesbaden verlieh dem Film das Prädikat „besonders wertvoll“